# Tuvalu na igrzyskach Wspólnoty Narodów
Tuvalu wystartowało po raz pierwszy na igrzyskach Wspólnoty Narodów w 2002 roku na igrzyskach w Manchesterze i od tamtej pory reprezentacja wystartowała na wszystkich igrzyskach. Kraj był reprezentowany w lekkoatletyce, strzelectwie, tenisie stołowym i podnoszeniu ciężarów. Do tej pory zawodnicy z Tuvalu nie zdobyli żadnego medalu.

## Klasyfikacja medalowa
| Igrzyska        | Złoto | Srebro | Brąz | Razem |
| --------------- | ----- | ------ | ---- | ----- |
| 2002 Manchester | 0     | 0      | 0    | 0     |
| 2006 Melbourne  | 0     | 0      | 0    | 0     |
| 2010 Nowe Delhi | 0     | 0      | 0    | 0     |
| Razem           | 0     | 0      | 0    | 0     |